# Micaria rivonosy
Micaria rivonosy (лат.) — вид пауков рода Micaria из семейства гнафозиды (Gnaphosidae).

## Этимология
Название вида происходит от типового местонахождения вида и представляет собой слово из одного из местных языков: rivo относится к Феноариво, а «nosy» — от малагасийского слова nosy, что означает остров.

## Описание
Мелкие наземные пауки, длина тела около 2,5 мм. Самки Micaria rivonosy отличаются от других афротропических Micaria, таких как Micaria chrysis, широким, слабо изогнутым передним концом гениталий, что создаёт впечатление меньшего атриума. Копулятивные протоки также расположены ближе друг к другу. Наконец, дорсальный рисунок брюшка (образованный продольным скутумом и поперечной светло-коричневой полосой) образует перевёрнутую букву «Т» и, как следствие, три тёмно-коричневых квадранта. Этим он отличается от Micaria durbana, у которого задняя половина брюшка значительно светлее передней. Окраска карапакса тёмно-коричневая; брюшко тёмно-коричневое до чёрного; ноги с бёдрами, затемнёнными на две трети, остальная часть ноги светлого цвета; ноги II—IV однородного цвета; эндиты, нижняя губа и хелицеры сходны по цвету с карапаксом. Брюшко цилиндрической формы, морщинистое на передней половине; сужено медиально и украшено сквамозными волосками; дорсальная поперечная белая полоса присутствует медиально; продольная линия образована щитиком перпендикулярно полосе; вентер сходно по цвету с дорсумом. Самец неизвестен.

## Таксономия
Вид впервые описали в 2021 году южноафриканские арахнологи Руан Боойсен и Чарльз Хаддад (Department of Zoology and Entomology, University of the Free State, Блумфонтейн, ЮАР) по типовым материалам из Африки.

## Распространение
Мадагаскар, провинция Туамасина, район Fenoarivo Atsinanana: SF Tampolo, 10 км с.-в. от Fenoarivonosy Atn..